# Larissa Kalaus
Larissa Kalaus (Koprivnica, 24. lipnja 1996.) je  hrvatska rukometašica te članica Podravke iz Koprivnice. Igra na mjestu srednjeg vanjskog.

## Karijera
Karijeru je započela u Križevcima igrajući za RK Mlinar, današnji RK Radnik Križevci. Nakon završene osnovne škole upisuje Gimnaziju u Križevcima te igra u Koki i Podravki. Nakon završene srednje škole Larissa upisuje studij u Zagrebu te počinje igrati za RK Lokomotivu gdje postaje jedna od ključnih igračica. S Lokomotivom je u sezoni 2016./17. osvojila EHF Challenge Cup. Dana 28. siječnja 2021. godine potpisuje ugovor s najtrofejnijim ženskim rukometnim klubom Podravkom Vegetom iz Koprivnice u koji prelazi u lipnju iste godine. Nastupala je za Hrvatsku na dva Europska prvenstva 2018. i 2020. godine i na jednom Svjetskom prvenstvu i to 2021. u Španjolskoj. Ima sestru blizanku Doru koja je također rukometašica.